# Platja de la Granadella
La platja de la Granadella és una platja de grava situada al terme municipal de Xàbia (Marina Alta, País Valencià).

### Geografia
Es troba a un entorn aïllat, tot i que disposa d'accés per carretera. És una platja de Bandera Blava que compta amb zona abalisada per a eixida d'embarcacions. És una cala rústica de grava d'ocupació alta i la seua longitud és d'uns 160 metres i una amplitud de 10 m. Limita al nord amb Punta i al sud amb Punta del Castell de la Granadella.
En la carretera del Cap de la Nau hi ha indicacions que porten a la cala. Una vegada es pren la carretera de la Granadella, s'accedeix a la cala de manera directa. La baixada per aquesta via transcorre pel Parc Forestal de la Granadella.
Prop de la platja hi ha l'avinguda del Tio Català, una via amb habitatges adosats, situats uns al costat dels altres. Aquestes cases eren d'antics pescadors i han anat passant de generació en generació o han sigut venudes a tercers. Baixant a la cala per la carretera de la Granadella hi ha una gran quantitat de cases i xalets.
L'any 2016 la zona va patir un incendi forestal provocat que va cremar tota la vegetació i boscos dels voltants de la platja.

## Esports aquàtics
A la cala es pot a practicar el busseig, submarinisme i snorkel. Hi ha diverses rutes disponibles que posen en valor els seus fons marins. A la ruta més pròxima es pot accedir directament des de la platja, és de dificultat baixa i té una profunditat de -10 metres. Uns altres dels esports que es poden practicar són l'esquí aquàtic, el caiac o la canoa.
La platja es troba envoltada i resguardada per muntanyes, per la qual cosa el vent no és excessivament fort. Per això no és el lloc més indicat per a practicar esports com el windsurf, surf o paddel surf.

## Serveis
La cala està guardonada anualment amb la bandera blava a causa de les seues aigües netes i els seus serveis. Hi ha servei de vigilància i salvament marítim durant els mesos d'estiu, amb indicacions sobre l'estat de la mar. Així mateix, també hi ha WC públics i gratuïts.

## En la cultura popular
En aquesta cala és on el protagonista de La Mare dels Peixos, una de les rondalles valencianes d'Enric Valor, troba el monstruós animal que dona nom a l'obra.